# Charlotte (Maine)
Charlotte és una població dels Estats Units a l'estat de Maine (EUA). Segons el cens del 2000 tenia 324 habitants.

## Demografia
Segons el cens del 2000, Charlotte tenia 324 habitants, 134 habitatges, i 97 famílies. La densitat de població era de 4 habitants per km².
Dels 134 habitatges en un 24,6% hi vivien nens de menys de 18 anys, en un 61,9% hi vivien parelles casades, en un 4,5% dones solteres, i en un 27,6% no eren unitats familiars. En el 24,6% dels habitatges hi vivien persones soles l'11,9% de les quals corresponia a persones de 65 anys o més que vivien soles. El nombre mitjà de persones vivint en cada habitatge era de 2,42 i el nombre mitjà de persones que vivien en cada família era de 2,8.
Per edats la població es repartia de la següent manera: un 22,2% tenia menys de 18 anys, un 7,1% entre 18 i 24, un 25,9% entre 25 i 44, un 28,7% de 45 a 60 i un 16% 65 anys o més.
L'edat mediana era de 43 anys. Per cada 100 dones de 18 o més anys hi havia 98,4 homes.
La renda mediana per habitatge era de 30.391 $ i la renda mediana per família de 32.411 $. Els homes tenien una renda mediana de 26.250 $ mentre que les dones 20.750 $. La renda per capita de la població era de 13.283 $. Entorn del 9,3% de les famílies i el 12,8% de la població estaven per davall del llindar de pobresa.